# Saint-Just-en-Chaussée
Saint-Just-en-Chaussée là một xã ở tỉnh Oise Hauts-de-France phía bắc Pháp. Xã Saint-Just-en-Chaussée nằm ở khu vực có độ cao trung bình 96 mét trên mực nước biển.

## Nhân vật địa phương nổi bật
Valentin Haüy và René Just Haüy